# Liste der Kulturdenkmäler in Blanes
Die Liste der Kulturdenkmäler in Blanes führt alle im Inventari del Patrimoni Arquitectònic Català aufgeführten Kulturdenkmäler in Blanes auf. Die mit BCIN gekennzeichneten Einträge sind als Bé Cultural d’Interès Nacional geschützt.

## Liste bestehender Kulturdenkmäler
| Bild                                          | Bezeichnung                                       | Lage                                                                    | Beschreibung | Bauzeit                     | Eingetragen seit | Denkmal- nummer       |
| --------------------------------------------- | ------------------------------------------------- | ----------------------------------------------------------------------- | --- | --------------------------- | ---------------- | --------------------- |
| weitere Bilder                                | Castell palau dels Vescomtes de Cabrera (Blanes)  | Pl. de l’Església Karte                                                 | Die Ruinen des Palast der Grafen von Cabrera befindet sich rechts der Kirche der heiligen Maria oberhald der Innenstadt. Bernard IV. de Cabrera erwarb 1381 Stadt und Burg Blanes. Das heutige Gebäude wurde im 14. Jahrhundert als Burg errichtet und um 15. Jahrhundert durch Arnau Bargués umgestaltet. 1694 wurde die Burg zerstört, Gotik | 14.–17. und 20. Jahrhundert |                  | BCIN 552-MH IPAC, PM  |
| weitere Bilder                                | Jardí Mar i Murtra (Blanes)                       | Pg. Carles Faust Karte                                                  | Botanischer Garten Jardí Botànic Marimurtra, Noucentisme | 20. Jahrhundert             |                  | BCIN 1936-JH IPAC, PM |
| weitere Bilder                                | Església parroquial de Santa Maria (Blanes)       | Pl. de l'Església Karte                                                 | Pfarrkirche der heiligen Maria, Gotik | 14., 15. Jahrhundert        |                  | IPAC, PM              |
| Ermita de Nostra Senyora de l'Antiga (Blanes) | Ermita de Nostra Senyora de l'Antiga (Blanes)     | Carrer Antiga Karte                                                     | Kapelle Nostra Senyora de l'Antiga, Traditionelle Architektur | 18., 20. Jahrhundert        |                  | IPAC, PM              |
| weitere Bilder                                | Ermita de la Mare de Déu de l'Esperança (Blanes)  | Carrer Nostra Sra. de l'Esperança, 67 - Carrer J. Roig i Raventós Karte | Kapelle de la Mare de Déu de l'Esperança, Traditionelle Architektur | 17. Jahrhundert             |                  | IPAC, PM              |
| Capella de la Salut (Blanes)                  | Capella de la Salut (Blanes)                      | Carrer de la Salut, 20 Karte                                            | Kapelle de la Salut, Traditionelle Architektur | 17., 20. Jahrhundert        |                  | IPAC, PM              |
| weitere Bilder                                | Hospital Asil de Sant Jaume (Blanes)              | Carrer M. Jaume Arcelos 1 Karte                                         | Hospital Asil de Sant Jaume, Traditionelle Architektur, Modernisme | 1913                        |                  | IPAC, PM              |
| Plaça de la Verge (Blanes)                    | Plaça de la Verge (Blanes)                        | Pl. de la Verge Karte                                                   | Plaça de la Verge (Platz der Jungfrau), Torbogen mit darüber befindlicher Statue der heiligen Jungfrau, Traditionelle Architektur | 14., 20. Jahrhundert        |                  | IPAC, PM              |
| weitere Bilder                                | Casa de la Vila (Blanes)                          | Pg. del Sintre, 29 Karte                                                | Rathaus, Neoklassizismus | 19. Jahrhundert             |                  | IPAC, PM              |
| Casa Burcet (Blanes)                          | Casa Burcet (Blanes)                              | Carrer Roig i Jalpí 3 Karte                                             | Casa Burcet, Noucentisme | 1930                        |                  | IPAC, PM              |
| Antic Hotel Núria (Blanes)                    | Antic Hotel Núria (Blanes)                        | Passeig de Dintre 8 Karte                                               | Früheres Hotel Núria, Eklektizismus | 19. Jahrhundert             |                  | IPAC, PM              |
| weitere Bilder                                | Casa del Poble (Blanes)                           | Passeig de Dintre 18 Karte                                              | Casa del Poble (Volkshaus), Noucentisme | 20. Jahrhundert             |                  | IPAC, PM              |
| Can Tordera (Blanes)                          | Can Tordera (Blanes)                              | Passeig de Dintre 26 Karte                                              | Can Tordera, Eklektizismus, Modernisme | 20. Jahrhundert             |                  | IPAC, PM              |
| Casa l'Amado Carreras (Blanes)                | Casa l'Amado Carreras (Blanes)                    | Pg. Karl Faust Karte                                                    | Casa l'Amado Carreras, Noucentisme | 18., 20. Jahrhundert        |                  | IPAC, PM              |
| weitere Bilder                                | Casa Folguera (Blanes)                            | Carrer Nostra Senyora de l'Esperança 5 Karte                            | Casa Folguera, oder Can Macip, Noucentisme | 1942                        |                  | IPAC, PM              |
| weitere Bilder                                | Ca l'Oliveras (Blanes)                            | Pg. del Dintre, 10 Karte                                                | Ca l'Oliveras, Eklektizismus | 19. Jahrhundert             |                  | IPAC, PM              |
| weitere Bilder                                | Casa Saladrigas (Blanes)                          | Pg. de la Maestrança, 73 Karte                                          | Casa Saladrigas, Noucentisme | 1920                        |                  | IPAC, PM              |
| Font Gotika (Blanes)                          | Font Gotika (Blanes)                              | Carrer Ample Karte                                                      | Font Gotika (Gotischer Brunnen), Gotik | 15. Jahrhundert             |                  | IPAC, PM              |
| Font de la Mina Cristal•lina (Blanes)         | Font de la Mina Cristal•lina (Blanes)             | Passeig de Dintre zwischen 9 und 11 Karte                               | Font de la Mina Cristallina, Traditionelle Architektur | 1860                        |                  | IPAC, PM              |
| Can Balliu (Blanes)                           | Can Balliu (Blanes)                               | Carrer Ample Karte                                                      | Can Balliu, Barock | 17., 20. Jahrhundert        |                  | IPAC, PM              |
| Can Miralbell (Blanes)                        | Can Miralbell (Blanes)                            | Carrer Ample 9 Karte                                                    | Can Miralbell, Noucentisme | 17., 20. Jahrhundert        |                  | IPAC, PM              |
| Can Masó (Blanes)                             | Can Masó (Blanes)                                 | Passeig de Dintre 2 Karte                                               | Can Masó, oder Can Manyac, Traditionelle Architektur | 20. Jahrhundert             |                  | IPAC, PM              |
| Ca l'Orench (Blanes)                          | Ca l'Orench (Blanes)                              | Carrer Ample 34 Karte                                                   | Ca l'Orench, Noucentisme | 1926                        |                  | IPAC, PM              |
| BW                                            | Mas Gelat (Blanes)                                | Karte                                                                   | Mas Gelat, Traditionelle Architektur, noucentisme | 20. Jahrhundert             |                  | IPAC, PM              |
| weitere Bilder                                | Llotja Vella del Peix (Blanes)                    | Esplanada del port Karte                                                | Alter Fischmarkt, Traditionelle Architektur | 20. Jahrhundert             |                  | IPAC, PM              |
| Can Creus (Blanes)                            | Can Creus (Blanes)                                | Carrer Ample 10 Karte                                                   | Can Creus, Traditionelle Architektur | 18. Jahrhundert             |                  | IPAC, PM              |
| weitere Bilder                                | Can Girbau (Blanes)                               | Carrer Nou 12 Karte                                                     | Can Girbau, späte Gotik | 15. Jahrhundert             |                  | IPAC, PM              |
| weitere Bilder                                | Can Sicra (Blanes)                                | Pg. del Mar, 92-93 Karte                                                | Can Sicra, Traditionelle Architektur | 20. Jahrhundert             |                  | IPAC, PM              |
| weitere Bilder                                | Can Rogelio Puig (Blanes)                         | Carrer Esperança 14 Karte                                               | Can Rogelio Puig, oder Can Gallet, Eklektizismus | 20. Jahrhundert             |                  | IPAC, PM              |
| weitere Bilder                                | Escola Vella dels Padres (Blanes)                 | Karte                                                                   | Alte Schule der Padres, Eklektizismus | 19. Jahrhundert XIX         |                  | IPAC, PM              |
| weitere Bilder                                | Escola Municipal Joaquim Ruyra (Blanes)           | Carrer Menendez Núñez 49 Karte                                          | Städtische Schule Joaquim Ruyra, Noucentisme | 20. Jahrhundert             |                  | IPAC, PM              |
| weitere Bilder                                | Habitatge al passeig Cortils i Vieta, 60 (Blanes) | Pg. Cortils i Vieta, 60 Karte                                           | Gebäude am passeig Cortils i Vieta, 60, Modernisme | 20. Jahrhundert             |                  | IPAC, PM              |
| weitere Bilder                                | Cementiri Municipal (Blanes)                      | Carrer Ansem Clavé - Carrer Santa Cecília Karte                         | Städtischer Friedhof, Traditionelle Architektur | 19. Jahrhundert             |                  | IPAC, PM              |
| weitere Bilder                                | Els Terrassans (Blanes)                           | Carrer Ample 1 Karte                                                    | Els Terrassans, oder Can Bastard, Traditionelle Architektur | 18. Jahrhundert             |                  | IPAC, PM              |
| Jardí Botànic Tropical Pinya de Rosa (Blanes) | Jardí Botànic Tropical Pinya de Rosa (Blanes)     | Camí de Santa Cristina Karte                                            | Botanischer Garten Pinya de Rosa | 20. Jahrhundert             |                  | IPAC, PM              |
| BW                                            | Can Ferrer del Puig (Blanes)                      | Carrer Mas Ferrer 3 Karte                                               | Can Ferrer del Puig, Traditionelle Architektur | 18. Jahrhundert             |                  | IPAC, PM              |
| weitere Bilder                                | El Convent (Blanes)                               | Cim de l'esperó de Santa Anna Karte                                     | Kloster, Traditionelle Architektur | 16. Jahrhundert             |                  | IPAC, PM              |
| weitere Bilder                                | Can Carbó (Blanes)                                | Carrer del Raval 11 Karte                                               | Can Carbó, oder Can Navinés, Eklektizismus | 19. Jahrhundert             |                  | IPAC, PM              |
| weitere Bilder                                | Voltes del carrer Ample (Blanes)                  | Carrer Ample 20 Karte                                                   | Voltes del carrer Ample, Gotik | 15., 20. Jahrhundert        |                  | IPAC, PM              |
| Creu de l'Ermita de Santa Bàrbara (Blanes)    | Creu de l'Ermita de Santa Bàrbara (Blanes)        | Darrera la muntanya de Sant Joan Karte                                  | Kreuz der Kapelle Santa Bàrbara, Traditionelle Architektur | 19. Jahrhundert             |                  | IPAC, PM              |
| BW                                            | Mas Martí (Blanes)                                | Karte                                                                   | Mas Martí, Traditionelle Architektur | 18. Jahrhundert             |                  | IPAC, PM              |
| BW                                            | Mas Bassó (Blanes)                                | Karte                                                                   | Mas Bassó, Traditionelle Architektur | 18. Jahrhundert             |                  | IPAC, PM              |
| BW                                            | Mas Montells (Blanes)                             | Karte                                                                   | Mas Montells, Traditionelle Architektur | 17., 20. Jahrhundert        |                  | IPAC, PM              |
| BW                                            | Can Vivó (Blanes)                                 | Karte                                                                   | Can Vivó, Traditionelle Architektur | 17. Jahrhundert             |                  | IPAC, PM              |
| weitere Bilder                                | Castell de Sant Joan (Blanes)                     | Turó de Sant Joan Karte                                                 | Castell de Sant Joan, Romanik | 42. Jahrhundert             |                  | BCIN 551-MH IPAC, PM  |
| weitere Bilder                                | Ermita de Sant Joan Baptista (Blanes)             | Turó de Sant Joan Karte                                                 | Kapelle Sant Joan Baptista, | 11., 15., 20. Jahrhundert   |                  | IPAC, PM              |
| weitere Bilder                                | Ermita i torre de Santa Bàrbara (Blanes)          | Pg. de Santa Bàrbara Karte                                              | Kapelle und Turm von Santa Bàrbara, Traditionelle Architektur | 16., 18., 20. Jahrhundert   |                  | BCIN 553-MH IPAC, PM  |
| weitere Bilder                                | Santuari de la Mare de Déu del Vilar (Blanes)     | 4 km von Blanes Richtung Hostalric Karte                                | Santuari de la Mare de Déu del Vilar, Noucentisme, Barock | 17., 20. Jahrhundert        |                  | IPAC, PM              |
| BW                                            | Mas Guelo (Blanes)                                | Carrer Mas Guelo 5 Karte                                                | Mas Guelo, Traditionelle Architektur | 16., 20. Jahrhundert        |                  | IPAC, PM              |
| weitere Bilder                                | Ermita de Sant Francesc (Blanes)                  | Carrer de l'Ermita Karte                                                | Kapelle Sant Francesc, Traditionelle Architektur | 17., 19. Jahrhundert        |                  | IPAC, PM              |
| BW                                            | Mas de Valldolig (Blanes)                         | Urbanització Valldolig, 1 Karte                                         | Mas de Valldolig, Traditionelle Architektur | 14., 20. Jahrhundert        |                  | IPAC, PM              |
| weitere Bilder                                | Habitatge al carrer Ample, 7 (Blanes)             | Carrer Ample, 7 Karte                                                   | Haus an der Carrer Ample 7 |                             |                  | IPAC, PM              |
| weitere Bilder                                | Casa d'Oms                                        | Carrer Ample, 11 Karte                                                  | Haus an der Carrer Ample 11 |                             |                  | IPAC, PM              |
| Mirador de Cala sa Forcanera                  | Mirador de Cala sa Forcanera                      | Pg. de Carles Faust                                                     | Aussichtspunkt an der Cala sa Forcanera (befindet sich auf Privatgelände) |                             |                  | IPAC, PM              |
| BW                                            | Mas de s'Agüia                                    | Paratge de s'Aguia Karte                                                | Geschützt sind Bucht und Kap s'Aguia. Es handelt sich um einen Küstenabschnitt unterhalb des Botanischen Gartens Pinya Rosa. |                             |                  | IPAC, PM              |

## Abgegangene Kulturdenkmäler
| Bild | Bezeichnung              | Lage                    | Beschreibung                   | Bauzeit         | Eingetragen seit | Denkmal- nummer |
| ---- | ------------------------ | ----------------------- | ------------------------------ | --------------- | ---------------- | --------------- |
|      | Can Mitjarmilla (Blanes) | Carrer de la Muralla 11 | Can Mitjarmilla, Historizismus | 20. Jahrhundert |                  | IPAC, PM        |

## Erläuterungen
Mas bedeutet Landhaus oder Villa. Es wird entweder einer Lagebezeichnung oder einem Besitzernamen vorangestellt und ist als Eigenname nicht mit übersetzt. Can bedeutet so viel wie ‚bei‘ und wird einem Besitzernamen vorangestellt und ist als Eigenname nicht mit übersetzt